# شهر دیترویت سوم
شهر دیترویت سوم (به انگلیسی: City of Detroit III) یک کشتی بود که طول آن ۴۵۵ فوت ۱۰ اینچ (۱۳۸٫۹۴ متر) بود. این کشتی در سال ۱۹۱۱ ساخته شد.